# Isle of Wight (album)
Isle of Wight – pośmiertnie wydany album koncertowy Jimiego Hendriksa, zawierający 6 utworów zarejestrowanych 30 sierpnia 1970 roku na Festiwalu na wyspie Wight. W 2002 roku ukazał się pełny zapis tego występu na płycie Blue Wild Angel: Live at the Isle of Wight, zawierającej łącznie 18 kompozycji.

## Lista utworów
Autorem wszystkich utworów, chyba że zaznaczono inaczej jest Jimi Hendrix.
| Strona A | Strona A             | Strona A |
| Nr       | Tytuł utworu         | Długość  |
| -------- | -------------------- | -------- |
| 1.       | „Midnight Lightning” | 6:23     |
| 2.       | „Foxy Lady”          | 9:11     |
| 3.       | „Lover Man”          | 2:58     |
|          |                      | 18:32    |

| Strona B | Strona B                           | Strona B |
| Nr       | Tytuł utworu                       | Długość  |
| -------- | ---------------------------------- | -------- |
| 1.       | „Freedom”                          | 4:36     |
| 2.       | „All Along the Watchtower” (Dylan) | 5:39     |
| 3.       | „In from the Storm”                | 2:37     |
|          |                                    | 12:52    |

## Artyści nagrywający płytę
- Jimi Hendrix – gitara, śpiew
- Mitch Mitchell – perkusja
- Billy Cox – gitara basowa